# Мінгуан
Мінгуан (кит. спр. 明光市, піньїнь: Míngguāng Shì) — місто-повіт в центральнокитайській провінції Аньхой, складова міста Чучжоу.

## Географія
Мінгуан розташовується на півночі префектури, лежить на Великій Китайській рівнині.

### Клімат
Місто знаходиться у зоні, котра характеризується вологим субтропічним кліматом. Найтепліший місяць — липень із середньою температурою 28 °C (82.4 °F). Найхолодніший місяць — січень, із середньою температурою 2.1 °С (35.8 °F).
| Клімат Мінгуана         | Клімат Мінгуана | Клімат Мінгуана | Клімат Мінгуана | Клімат Мінгуана | Клімат Мінгуана | Клімат Мінгуана | Клімат Мінгуана | Клімат Мінгуана | Клімат Мінгуана | Клімат Мінгуана | Клімат Мінгуана | Клімат Мінгуана | Клімат Мінгуана |
| Показник                | Січ.            | Лют.            | Бер.            | Квіт.           | Трав.           | Черв.           | Лип.            | Серп.           | Вер.            | Жовт.           | Лист.           | Груд.           | Рік             |
| Середня температура, °C | 2,1             | 3,6             | 8,7             | 15,3            | 20,7            | 25              | 28              | 27,8            | 22,6            | 17,1            | 10,4            | 4,3             | 15,5            |
| Норма опадів, мм        | 24.8            | 39.7            | 57              | 68.9            | 81.3            | 117.2           | 221.6           | 140             | 93.3            | 52.4            | 45.2            | 20.2            | 961.6           |
| Днів з опадами          | 6,6             | 7,9             | 9,7             | 10,6            | 9,9             | 9,8             | 13,8            | 11              | 10,5            | 8,5             | 8,2             | 6,5             | 113             |
| Вологість повітря, %    | 70.2            | 71.1            | 70.1            | 72              | 72.1            | 74.3            | 82.2            | 81.2            | 79.1            | 76.1            | 73.5            | 70.5            | 74.4            |
| ----------------------- | --------------- | --------------- | --------------- | --------------- | --------------- | --------------- | --------------- | --------------- | --------------- | --------------- | --------------- | --------------- | --------------- |
| Джерело: Weatherbase    |                 |                 |                 |                 |                 |                 |                 |                 |                 |                 |                 |                 |                 |